# 崔志道
崔志道，字曉芳，陝西鄠縣人，清朝政治人物、進士出身。
同治元年，登進士，改庶吉士。同治四年，擔任翰林院編修。同治十二年，任廣西鄉試正考官。同治十三年，署日講起居注官。光緒五年，任四川雅州府知府。